# Brownie
Brownie er en chokoladedessert, som man oftest finder i form af små, kvadratiske stykker. Brownie er karakteriseret af sit sprøde ydre, og saftige, karamellagtige kerne. Brownie kan udover sin rige, chokolademættet kerne, også glaseres med chokolade, både for at give ekstra smag og for at sikre konsistensen. Brownie foretrækkes af mange fordi den har en meget fyldigere smag end chokoladekager.
Udseendemæssigt kan en brownie ligne en chokoladekage. Brownie bliver til tider klassificeret som en cookie, men er af professionelle anset som en egen type bagværk[kilde mangler].

## Brownie – en kage?
En kage er et bagværk som oftest består af en noget tør bund med fyld, eventuelt flere lag. Brownie, som er en videreudvikling af kagen, består bare af "bund", og behøver intet fyld.

## Den første brownie
Den første dokumenterede nævnelse af brownie var i 1897, i Sears-kataloget. Brownie er altså oprindelig et amerikansk bagværk som er blevet populært i udlandet også. 
Den bedste brownie bager man selv fra bunden af med fuld kontrol over råvarer, bagetid osv. Desserten laves i en lav, kvadratisk bageform som gør det enkelt at opdele den færdige ret i stykker med rigtig størrelse og form. Brownie er også at finde som dessert på restauranter og som tilbehør til drikkene på kaffebarer. I dag har de allerfleste madvarebutikker "færdigbrownies" i pose, hvor færdigblandet pulver bare tilsættes vand (eventuelt æg og smør). 